# Xyris nivea
Xyris nivea  (лат.) — вид однодольных растений рода Ксирис (Xyris) семейства Ксирисовые (Xyridaceae). Под текущим таксономическим названием был описан австрийским ботаником Фридрихом Вельвичем в 1899 году.

## Распространение и среда обитания
Часто считается эндемиком Анголы, однако по данным отдельных источников ареал распространения включает в себя большую часть Центральной Африки от Анголы (отсюда типовой экземпляр) до Мозамбика и севера Кении.

## Ботаническое описание
Многолетнее растение.
Листья относительно жёсткие, обычно плоские, узкие, длиной до 18 см и шириной около 1 мм. Колосья примерно в три раза длиннее листьев, округлые, зелёные либо бледно серо-коричневые.
Соцветие — корзинка широко-эллипсоидной либо полусферической формы, несёт небольшое количество цветков жёлтого (редко белого) цвета.
Плод — коробочка.